# فيليب إدوارد ارتشر
فيليب إدوارد ارتشر (بالإنجليزية: Philip Edward Archer) (22 فبراير 1925- 10 مايو 2002) كان قاضي ومحامي غاني، ولد في تاركوا (Tarkwa ‏) في غانا، وتوفي في مستشفى كورلي بو التعليمي ‏ (korle-bu teaching hospital)في غانا.